# Rekonq
rekonq是一個輕量級、基於QtWebKit的网页瀏覽器。它被整合到KDE桌面系统，是Kubuntu10.10（及更新版本）以及Chakra GNU/Linux的預設網路瀏覽器。rekonq在2010年5月25日被列入KDE Extragear裡。相對於Konqueror，一個作為KDE很多年主要的網路瀏覽器，rekonq的目標是一獨立的、易於使用的網路瀏覽器。其代碼是最初是基於Qt發展框架的QtDemoBrowser，而現在在KDE專案的Git套件庫上進行開發。

## 特色
該瀏覽器的特點是速度非常快、輕量化、低內存消耗。在Acid3測試，rekonq獲得了100/100的得分。

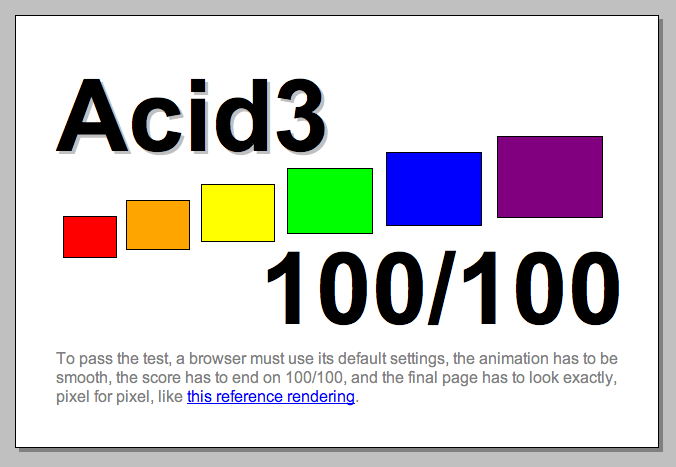
rekonq 0.2的Acid3測試結果

rekonq包括分頁瀏覽、書籤、彈出窗口攔截器、KDE鍵盤網絡快捷鍵支持、支持搜索引擎如Wikipedia或Google、獨立的URL加載欄、proxy支持等。
可以通過KDE下載系統下載文件、和Konqueror共享書籤、KIO支持。

## 外部連結
- rekonq專案首頁
- rekonq在Gitorious上的原始碼
- 在KDE-Apps上的rekonq（页面存档备份，存于）
- 在bugs.kde.org上的rekonq （页面存档备份，存于）